# چاندیک (کوزان)
چاندیک (به ترکی استانبولی: Çandık) یک منطقهٔ مسکونی در ترکیه است که در قوزان (ترکیه) واقع شده‌است.